# Santos Futebol Clube (Macapá)
Pour les articles homonymes, voir Santos Futebol Clube.
Le Santos Futebol Clube est un club brésilien de football basé à Macapá dans l'État de l'Amapá.

## Palmarès
| Compétitions nationales | Compétitions régionales |
| ----------------------- | --- |
| - Néant                 | - Championnat de l'Amapá (7) : - Champion : 2000, 2013, 2014, 2015, 2016, 2017 et 2019 - Vice-champion : 2011 et 2018 - Championnat de l'Amapá de D2 (en) (1) : - Champion : 2007 |